# بنات الثورة الأمريكية

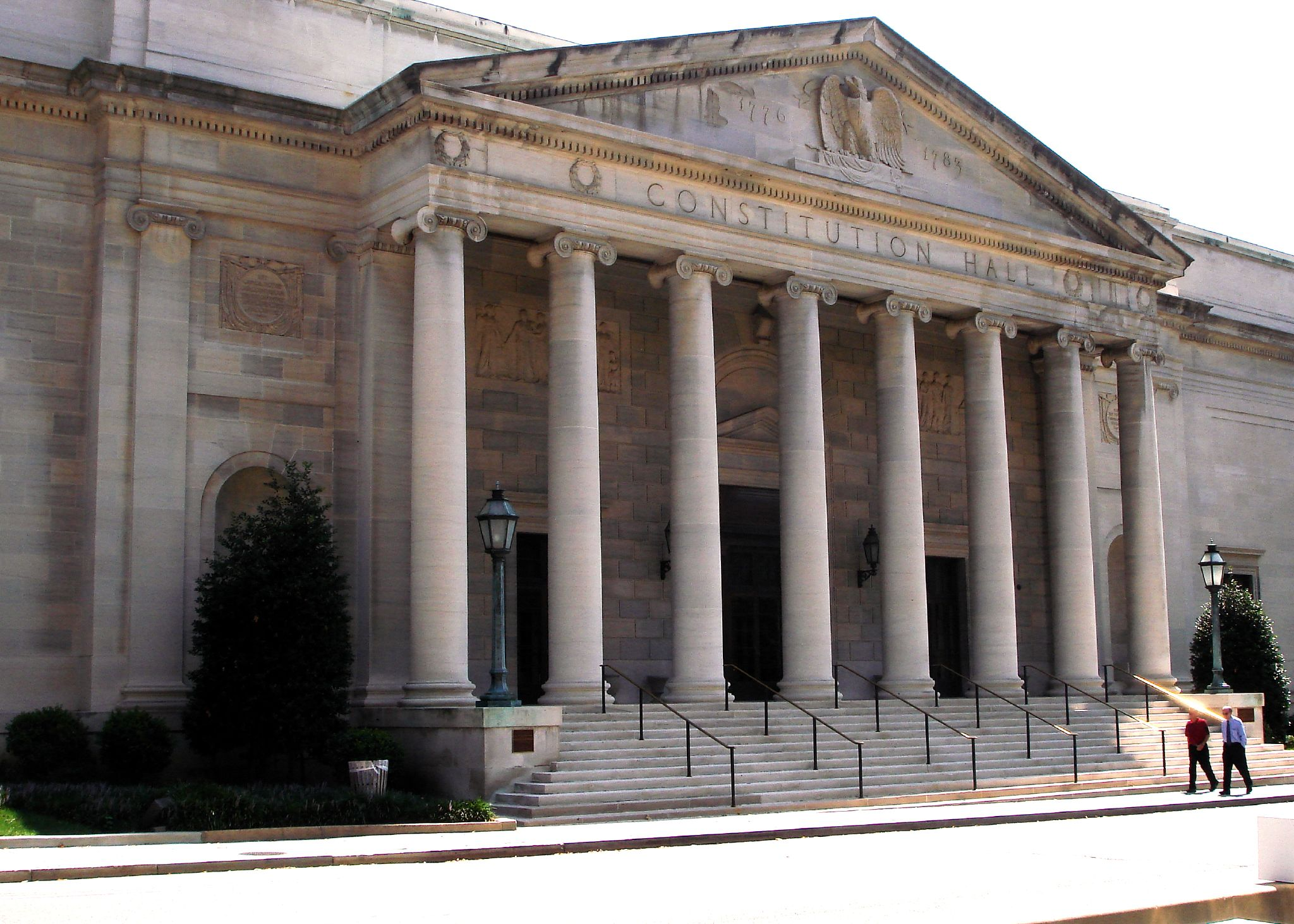
قاعة الدستور ، وتقع في العاصمة واشنطن.

بنات الثورة الأمريكية هي منظمة خدمة عضوية قائمة على النسب للنساء المنحدرات مباشرة من شخص مشارك في جهود الولايات المتحدة نحو الاستقلال. وهي مجموعة غير ربحية، تروج للتربية والوطنية. تقتصر عضوية المنظمة على أحفاد الجنود المباشرين أو غيرهم من أبناء الفترة الثورية الذين ساعدوا في قضية الاستقلال. يجب أن يكون المتقدمون قد بلغوا 18 عامًا من العمر وتكون مراجعتهم على مستوى الفرع للقبول. لمنظمة دي إيه آر نحو 185 ألف عضو في الولايات المتحدة ودول أخرى. شعارها «الله، الوطن، والدولة».

## التأسيس
في عام 1889، احتُفل بالذكرى المئوية لتنصيب الرئيس جورج واشنطن، وبحث الأمريكيون عن طرق إضافية للتعرف على ماضيهم. من منطلق الاهتمام المتجدد بتاريخ الولايات المتحدة، تأسست عدد من الجمعيات الوطنية والمحافظة. في 13 يوليو 1890، بعد أن رفض أبناء الثورة الأمريكية السماح للنساء بالانضمام إلى مجموعتهم، نشرت ماري سميث لوكوود قصة المناضلة هانا وايت آرنيت في صحيفة واشنطن بوست، متسائلة «أين سيضع أبناء وبنات الثورة الأمريكية هانا أرنيت؟» في 21 يوليو من ذلك العام، نشر ويليام أوه ماكدويل، حفيد هانا وايت آرنيت، مقالًا في صحيفة واشنطن بوست يعرض فيه المساعدة في تكوين مجتمع يُعرف باسم بنات الثورة الأمريكية. عقد الاجتماع الأول للجمعية في 9 أغسطس 1890.
نُظم أول فرع دي إيه آر في 11 أكتوبر 1890. في ستراثمور آرمز، منزل ماري سميث لوكوود، أحد المؤسسين الأربعة لمنظمة دي إيه آر. كان المؤسسون الآخرون يوجينيا واشنطن، وهي حفيدة جورج واشنطن، وإلين هاردن والورث، وماري ديشا. كما عقدوا اجتماعات تنظيمية في أغسطس 1890. كان من بين الحاضرين الآخرين في أكتوبر أمين السجل العام لأعضاء الثورة الأمريكية الدكتور جورج براون غود، والأمين العام إيه هوارد كلارك، وويليام أوه ماكدويل (عضو إس إيه آر الأول)، ويلسون إل جيل (سكرتير في الاجتماع الافتتاحي)، و18 شخصًا آخرين.
استغلت السيدة الأولى، كارولين لافينا سكوت هاريسون، زوجة الرئيس بنجامين هاريسون، نفوذها لتأسيس دي إيه آر، وشغلت منصب أول رئيس عام لها. بعد أن بدأت في تجديد البيت الأبيض، كانت مهتمة بالحفاظ على التاريخ. ساعدت في تحديد أهداف دي إيه آر، والتي دُمجت بموجب ميثاق الكونغرس في عام 1896.
في هذه الفترة نفسها، تأسست أيضًا منظمات مثل كولونيال دامز أوف أمريكا، وجمعية ماري واشنطن التذكارية، والمحافظة على آثار فيرجينيا، وبنات الكونفدرالية المتحدة، وأبناء قدامى المحاربين الكونفدراليين. هذا بالإضافة إلى ازدهار العديد من المنظمات الأخوية والمدنية في هذه الفترة.

## التنظيم
ينقسم تنظيم دي إيه آر إلى ثلاث مراحل اجتماعية: المجتمع الوطني، مجتمع الدولة، والفصل. يجوز تشكيل جمعية الولاية في أي ولاية أمريكية، أو مقاطعة كولومبيا، أو دول أخرى تضم على الأقل فرعًا واحدًا من فروع دي إيه آر. يمكن تنظيم الفصول من قبل ما لا يقل عن 12 عضوًا أو أعضاء محتملين يعيشون في نفس المدينة أو البلدة.
يُشرف على كل جمعية أو فرع مجلس تنفيذي يتألف من مجموعة متنوعة من الضباط. الضباط على المستوى الوطني هم: الرئيس العام، النائب الأول للرئيس العام، القسيس العام، أمين التسجيل العام، الأمين العام المماثل، الأمين العام المنظم، أمين الصندوق العام، أمين السجل العام، المؤرخ العام، أمين المكتبة العام، أمين المكتبة العام، والمقرر العام، ليكونوا مسؤولين تنفيذيين، وعشرون- نائب رئيس عام. ينعكس هؤلاء الضباط على مستوى الولاية والفروع، مع بعض التغييرات: بدلًا من الرئيس العام، يكون للولايات والفروع أوصياء، يصبح نواب الرئيس العام الواحد والعشرون نائبًا ثانيًا للوصي، ولقب «عام» هو يحل محله عنوان إما «الولاية» أو «الفرع». مثال: يصبح النائب الأول للرئيس العام النائب الأول للولاية.

## البرامج التاريخية
جمعت فروع دي إيه آر الأموال لبدء عدد من المساعي التاريخية والوطنية. بدأوا بوضع علامات على قبور قدامى المحاربين في الحرب الثورية للإشارة إلى خدمتهم، وإضافة أعلام صغيرة في مقابرهم في يوم الذكرى.
وشملت الأنشطة الأخرى تكليف وتركيب نصب تذكارية للمعارك وغيرها من المواقع ذات الصلة بالحرب. واعترفت دي إيه آر بمساهمات النساء الوطنيات وكذلك مساهمات الجنود. على سبيل المثال، ثبتوا نصب تذكاري في موقع نبع في المكان الذي حصلت فيه بولي هوكينز كريغ ونساء أخريات على مياه لاستخدامها ضد السهام المشتعلة، في الدفاع عن محطة براين (ليكسينغتون الحالية، كنتاكي).
بالإضافة إلى تثبيت العلامات والمعالم الأثرية، اشترت فروع دي إيه آر وحفظت وشغلت منازل تاريخية ومواقع أخرى مرتبطة بالحرب.

### فرقة مستشفى دي إيه آر (الحرب الإسبانية الأمريكية، 1898)
في القرن التاسع عشر، لم يكن لدى الجيش الأمريكي مجموعة منتسبة من الممرضات لعلاج العسكريين أثناء الحرب. في بداية الحرب الإسبانية الأمريكية في عام 1898، عين الجيش الأمريكي الدكتورة أنيتا نيوكومب ماكجي كجراحة مساعدة بالوكالة لاختيار الممرضات المتعلمات وذوات الخبرة للعمل في الجيش. بصفتها نائبة رئيس دي إيه آر (التي عملت أيضًا كأول أمين مكتبة عام في إن إس دي إيه آر)، أسست الدكتورة ماكجي فرقة مستشفى دي إيه آر لفحص المتقدمين لشغل وظائف التمريض. أهلت فرقة مستشفى دي إيه آر 1081 ممرضة للخدمة أثناء الحرب الإسبانية الأمريكية. كانت دي إيه آر في وقت لاحق الممولة لمعاشات تقاعدية للعديد من هؤلاء الممرضات غير المؤهلات للحصول على معاشات تقاعدية حكومية. تدربت بعض الممرضات الحاصلات على شهادة من دي إيه آر من قبل الصليب الأحمر الأمريكي، بينما جاء العديد من الممرضات من رهبانيات دينية مثل راهبات المحبة، وراهبات الرحمة، وراهبات الصليب المقدس. لم تخدم الممرضات الجيش الأمريكي فقط في الولايات المتحدة بل أيضًا في كوبا والفلبين أثناء الحرب. مهدن الطريق لتأسيس – بمساعدة الدكتورة ماكجي – فرقة ممرضات الجيش في عام 1901.